# شهرستان رایس (مینه‌سوتا)
شهرستان رایس، مینه‌سوتا (به انگلیسی: Rice County, Minnesota) شهرستانی در ایالات متحده آمریکا است که در مینه‌سوتا واقع شده‌است.